# Nil Blanc

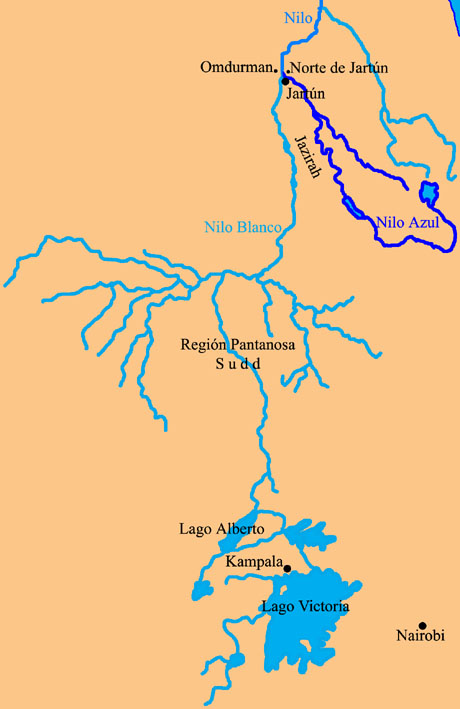
Mapa

El riu Nil Blanc (àrab: النيل الأبيض, an-Nīl al-Abyaḍ) és el riu que dona origen al riu Nil quan conflueix a Khartum amb el Nil Blau. Per a molts geògrafs, no es tracta pas d'un riu sinó d'un tram del Nil que quan passa pel Sudan rep el nom de Nil Blanc. En sentit estricte, Nil Blanc es refereix al riu format al llac No, a la confluència dels rius Bahr al Jabal i Bahr el Ghazal. En sentit ampli, Nil Blanc es refereix als aproximadament 3.700 quilòmetres de riu que drenen des del llac Victòria al Nil Blanc pròpiament dit. La seva conca és d'1.849.988 km² i el seu cabal mitjà de 897 m³/s. El nom prové del sediment d'argila transportat a l'aigua que canvia l'aigua a un color pàl·lid.
Els estats per on passa o d'on venen les seves fonts són: Sudan, Uganda, Burundi, Ruanda, Tanzània, Kenya (pel llac Victòria) i la República Democràtica del Congo (pel llac Albert).
La recerca per part dels europeus del segle XIX de la font del Nil es va centrar principalment en el Nil Blanc, que va desaparèixer a les profunditats del que aleshores es coneixia com a Àfrica més fosca.

Un mapa que mostra el Nil Blanc i el Nil Blau a l'Àfrica oriental.

## Geografia
El Nil Blanc, o simplement el Nil, té tres fonts diferents, situades al nord del llac Tanganika, que es reuneixen ràpidament abans de convergir al llac Victòria.
Es considera que la font més allunyada del Nil es troba al riu Kagera, a Burundi i Ruanda. Per això, el riu Luvironza, que és una de les ramificacions superiors del riu Kagera, a Burundi, es considera com l'afluent més allunyat del Nil. Aquest riu flueix per Ruanda, Uganda i Tanzània, fins a ajuntar-se amb el Luvyironza a l'Akanyaru, i desembocar al llac Victòria.
Quan surt del llac Victòria, rep el nom de Nil Victòria i, a través de ràpids i cascades, desemboca al llac Albert; quan en surt, rep el nom de Nil Albert i, passant pel nord d'Uganda i el límit del Sudan, arriba al riu Nahr el Jabal.
A partir d'aquesta confluència, ja rep el nom de Nil Blanc (Nahr el Abyad), continua el seu recorregut pel Sudan fins a la seva capital, Khartum, on s'uneix al Nil Blau (que flueix des de la seva font, el llac Tana, als altiplans d'Etiòpia). En aquest lloc, els dos rius donen lloc al Nil pròpiament dit.
Després d'aquesta reunió, el Nil rep un altre afluent important, el riu Atbara, i s'endinsa al desert del Sudan fent una corba molt ampla en forma de «S», o «trompa del Nil», situació de la qual pren el nom la ciutat de Khartum (que significa «trompa d'elefant»).
El flux d'aigua del Nil Blanc és molt més constant que la del Nil Blau, però la seva aportació hi és menor, un 20%, quan el Nil Blau contribueix amb un 80%. Al Nil Blanc, com que té el cabal més constant i regular, s'hi pot realitzar la navegació fluvial durant tot l'any. S'hi va construir el pantà de Jabal Awliya, prop de Khartum per al regadiu de tota la zona.
En el seu camí cap al nord, el riu passa per la regió pantanosa del sud del Sudan, anomenada Sudd (que significa 'barrera'), per la qual circulen els principals afluents del Nil Blanc. Al Sudd, es produeix una gran evaporació (un 55% del total). Aquesta zona pantanosa havia estat sempre un obstacle per als exploradors del nord.
Més al nord (quan el Nil Blanc té a la dreta el Nil Blau), es troba una regió molt fèrtil anomenada Al Jazirah o El Gezira.
Finalment, el riu arriba al nord de Khartum, on es troba amb el Nil Blau; un poc abans, la ciutat es comunica mitjançant ponts amb els nuclis Khartum Nord (pont sobre el Nil Blau) i Omdurman (pont sobre el Nil Blanc).

## Curs

### Capçaleres

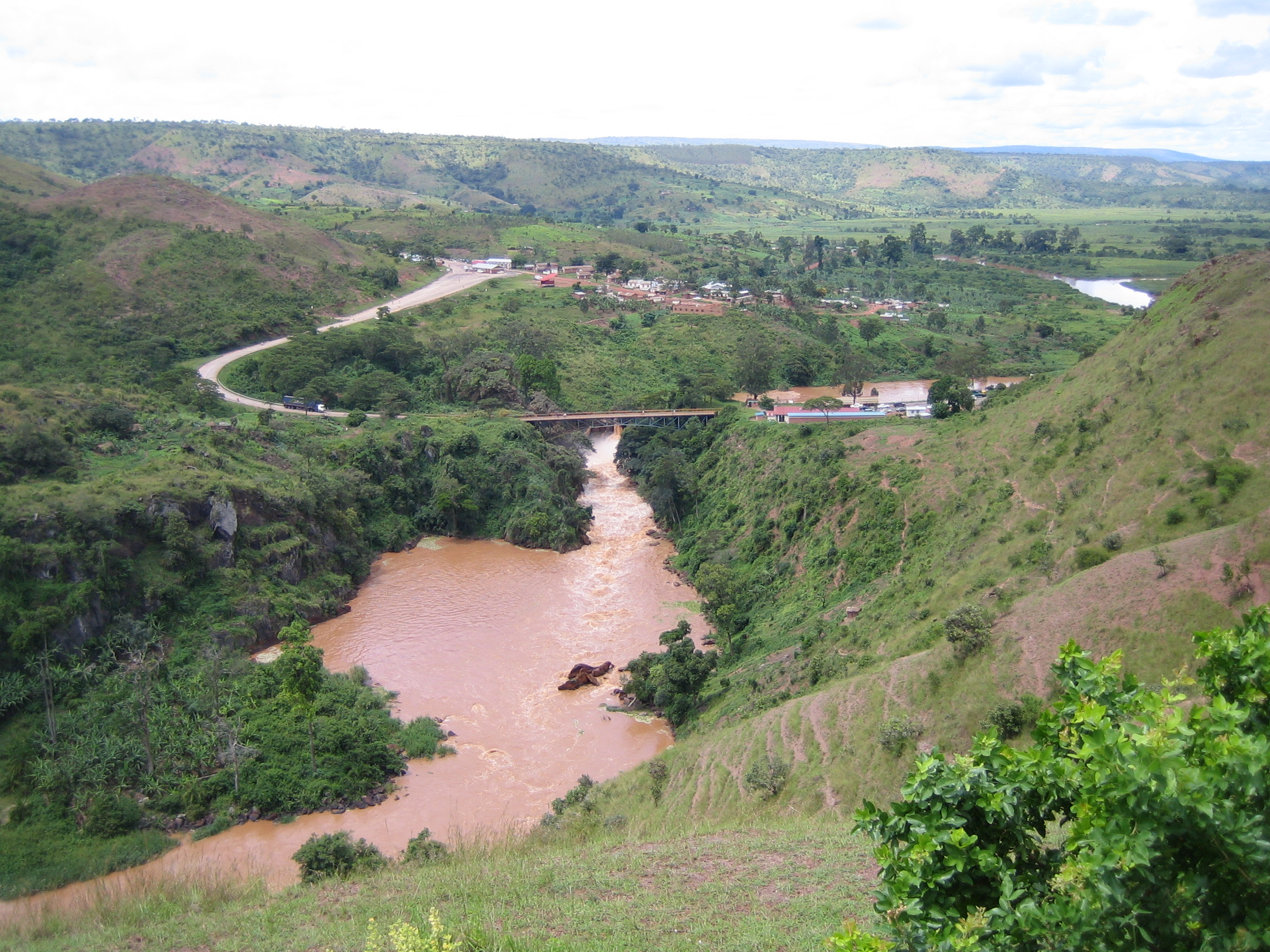
Cascades Rusumo

El riu Kagera, que desemboca al llac Victòria prop de la ciutat tanzània de Bukoba, és el riu alimentador més llarg del llac Victòria, tot i que les fonts no estan d'acord sobre quin és l'afluent més llarg del Kagera i, per tant, la font més llunyana del Nil. La font del Nil es pot considerar o bé el Ruvyironza, que emergeix a la província de Bururi, Burundi (prop de Bukirasaz), o el Nyabarongo, que flueix del bosc de Nyungwe a Ruanda.
Aquests dos rius alimentadors es troben prop de les cascades de Rusumo, a la frontera entre Ruanda i Tanzània. Aquestes cascades són conegudes per un esdeveniment del 28 al 29 d'abril de 1994, quan 250.000 ruandesos van travessar el pont de Rusumo Falls cap a Ngara, Tanzània, en 24 hores, en el que l'Alt Comissariat de les Nacions Unides per als Refugiats va anomenar l'èxode de refugiats més gran i ràpid de temps moderns. El Kagera forma part de les fronteres entre Ruanda i Tanzània i Tanzània i Uganda abans de desembocar al llac Victòria.

### A Uganda

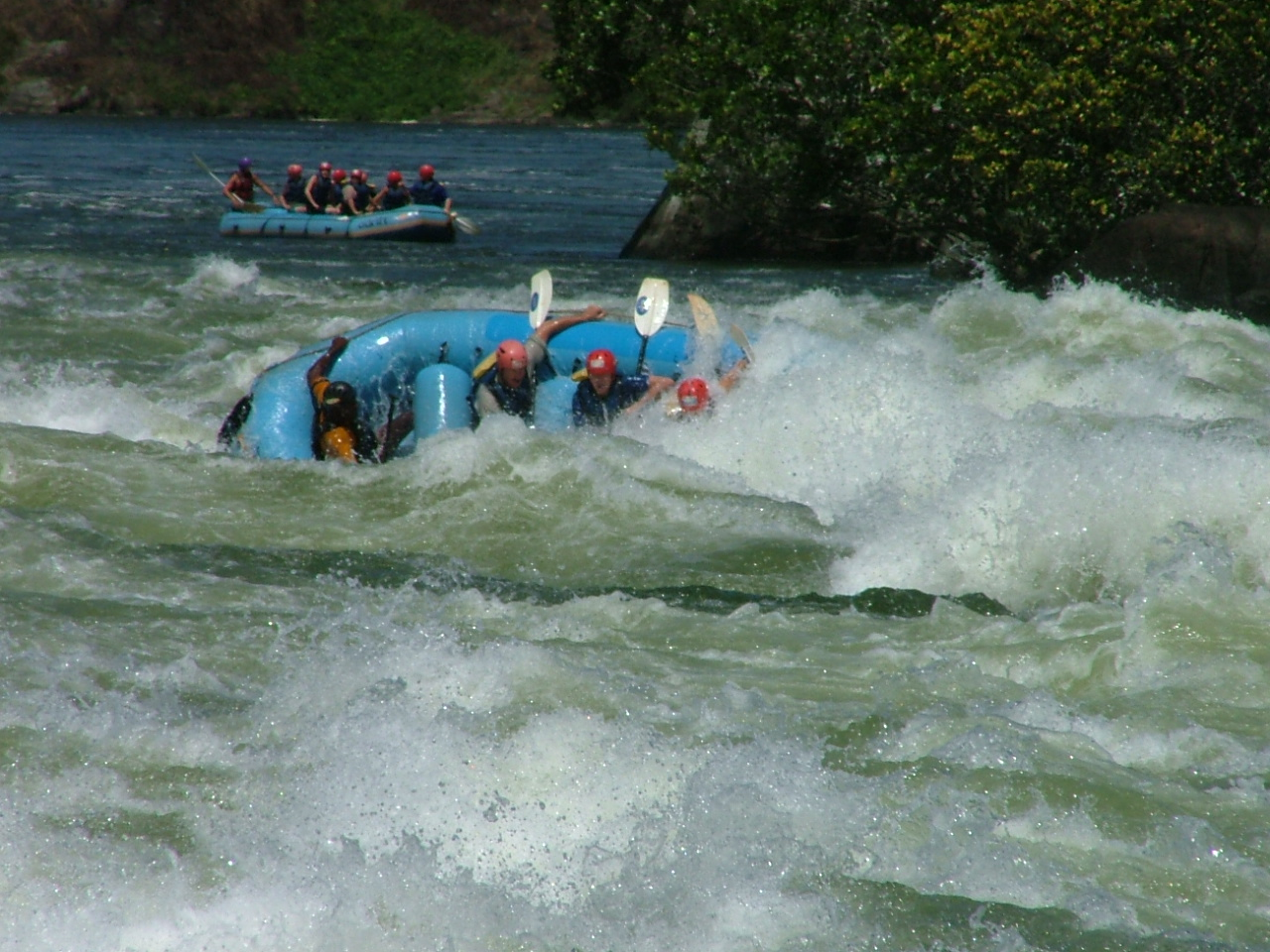
Balses voltejant a les cascades de Bujagali prop de la desembocadura del Nil Victòria

El Nil Blanc a Uganda passa amb el nom de Nil Victoria des del llac Victòria passant pel llac Kyoga fins al llac Albert, i després com Nil Albert des d'allà fins a la frontera amb Sudan del Sud.

#### Nil Victòria
El Nil Victòria comença a la sortida del llac Victòria, a Jinja, Uganda, a la riba nord del llac. Aigües avall de la central elèctrica de Nalubaale i la central elèctrica de Kiira a la sortida del llac, el riu passa per les cascades de Bujagali (la ubicació de la central elèctrica de Bujagali ) uns 15 km aigües avall de Jinja. A continuació, el riu flueix al nord-oest a través d'Uganda fins al llac Kyoga al centre del país, des d'allí a l'oest fins al llac Albert.
A Karuma Falls, el riu flueix sota el pont de Karuma (2°14′45.40″N 32°15′9.05″E) a la cantonada sud-est del parc nacional de Murchison Falls. Durant gran part de la insurrecció de l'Exèrcit de Resistència del Senyor, el pont de Karuma, construït l'any 1963 per ajudar a la indústria del cotó, va ser la parada clau en el camí cap a Gulu, on els vehicles es van reunir en combois abans de rebre una escorta militar per a la carrera final cap al nord. El 2009, el govern d'Uganda va anunciar plans per construir un projecte hidroelèctric de 750 megawatts a uns quants quilòmetres al nord del pont, que estava programat per finalitzar el 2016. El Banc Mundial havia aprovat finançar una central elèctrica més petita de 200 megawatts, però Uganda va optar per un projecte més gran, que els ugandesos finançaran internament si cal.
Just abans d'entrar al llac Albert, el riu es comprimeix en un passatge de només set metres d'ample a les cascades de Murchison, marcant la seva entrada a la Falla Albertina del Rift d'Àfrica Oriental. A continuació, el riu desemboca al llac Albert enfront de les Muntanyes Blaves a la República Democràtica del Congo.
El tram del riu des del llac Kyoga fins al llac Albert de vegades s'anomena Kyoga Nil.

#### Nil Albert

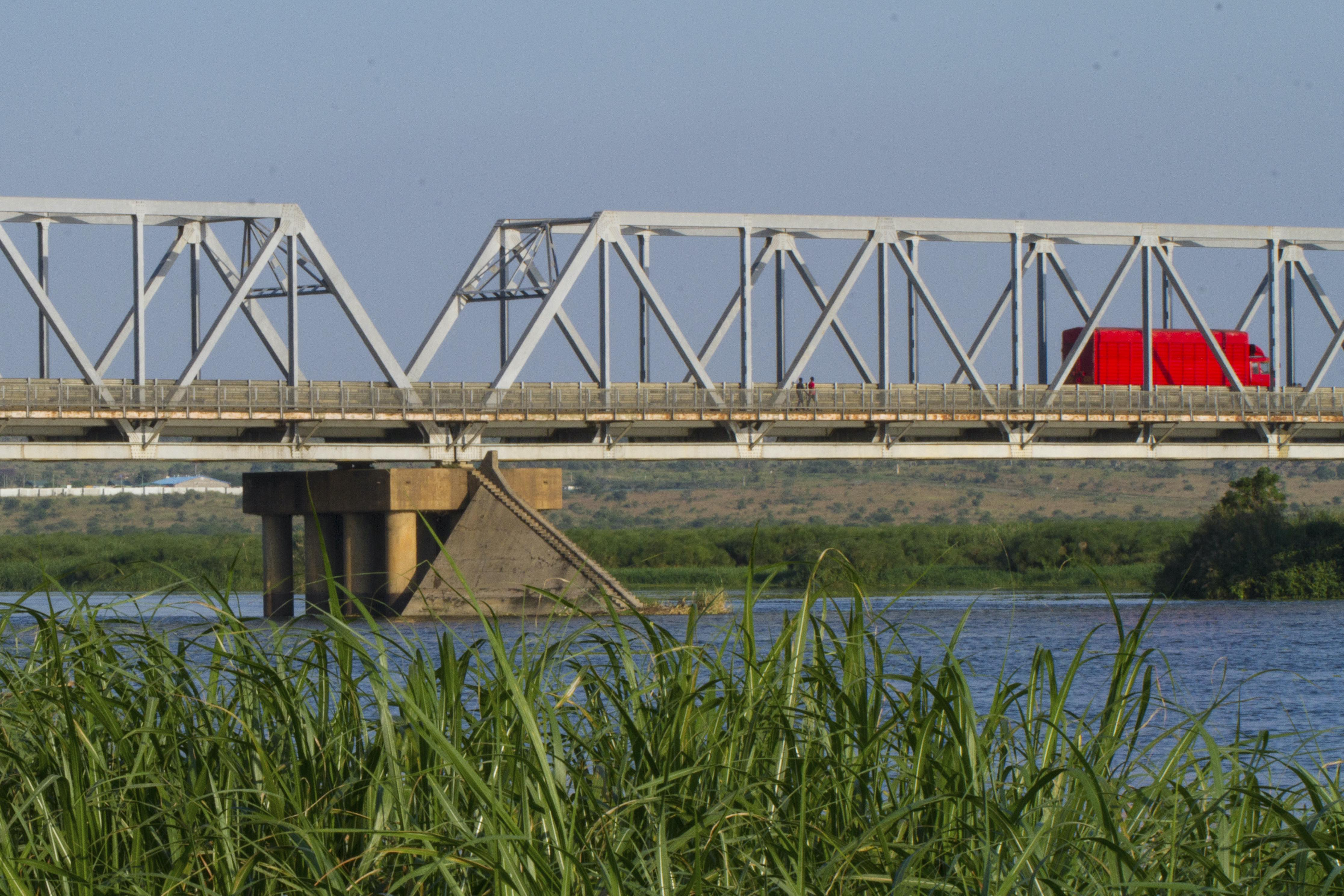
Pont sobre Albert Nile

El riu que desguassa del llac Albert cap al nord s'anomena Nil Albert. Separa la subregió del Nil Occidental d'Uganda de la resta del país. Un pont passa sobre el Nil Albert prop de la seva entrada al districte de Nebbi, però no s'ha construït cap altre pont sobre aquest tram. Un ferri connecta les carreteres entre Adjumani i Moyo, i la navegació del riu es fa d'una altra manera en petit vaixell o canoa.

### Al Sudan del Sud i al Sudan

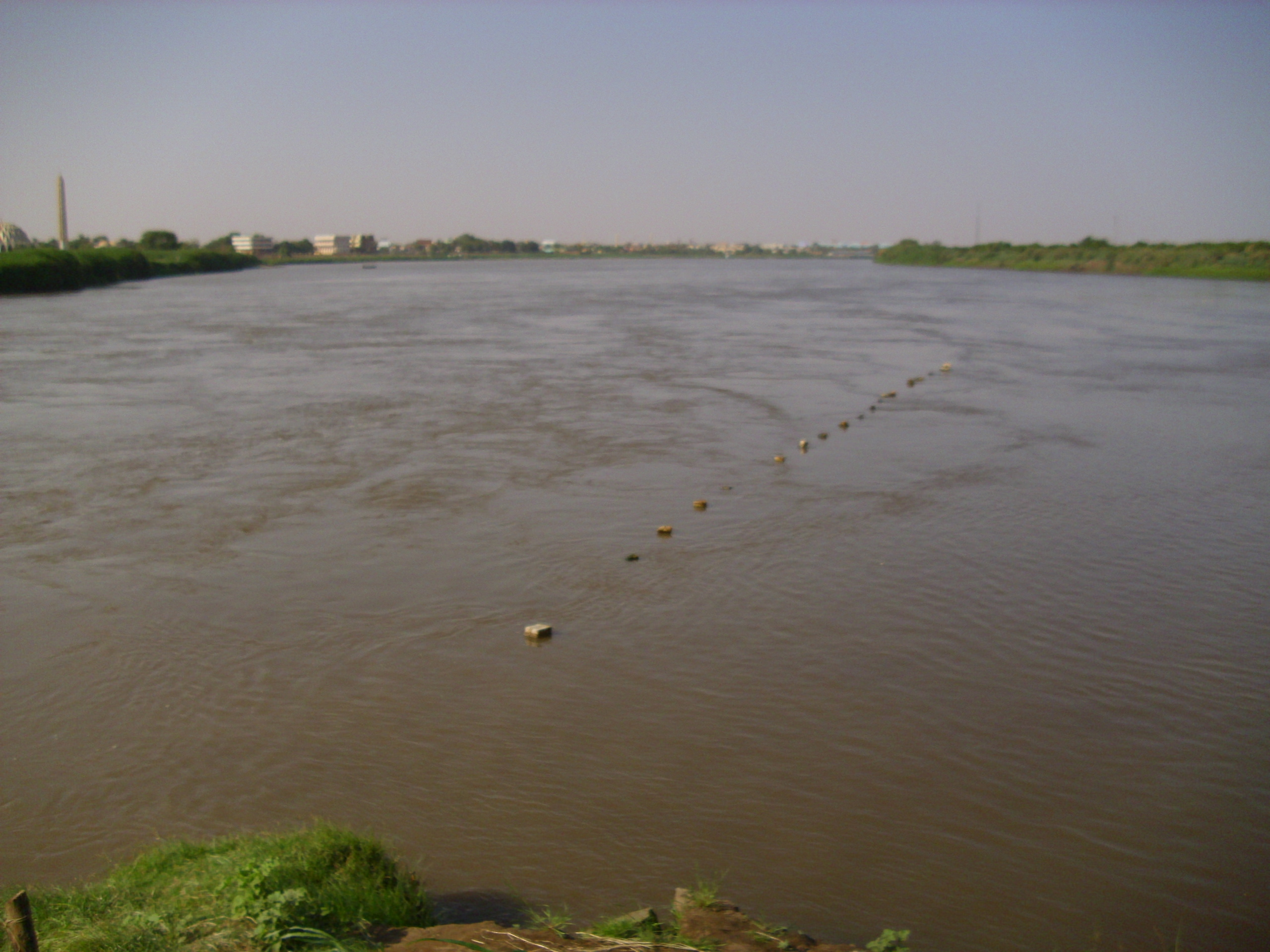
Confluència del Nil Blau i Blanc prop de Khartum

Des del punt en què el riu entra al Sudan del Sud des d'Uganda, el riu passa amb el nom de Muntanya Nil. Des del llac No, al Sudan del Sud, el riu es converteix en el Nil Blanc en el seu sentit més estricte, i així continua cap al nord cap al Sudan, on acaba a la seva confluència amb el Nil Blau.

#### Nil de la Muntanya
Des de Nimule al Sudan del Sud, prop de la frontera amb Uganda, el riu passa a ser conegut com Nil de la muntanya o Baḥr al-Jabal (també Baḥr el-Jebel, بحر الجبل .</link> ), literalment Riu de la Muntanya.  L'estat sud del Sudan d'Equatòria Central pel qual flueix el riu va ser conegut com’‘Bahr al-Jabal fins al 2006.
El tram sud del riu troba diversos ràpids abans d'arribar a la plana del Sudan i al vast pantà del Sudd. Fa el seu camí fins al llac No, on es fusiona amb el Bahr el Ghazal i allí forma el Nil Blanc. Un riu anabranquial anomenat Bahr el Zeraf surt del Bahr al-Jabal a i travessa el Sudd, per finalment unir-se al Nil Blanc. La muntanya del Nil cau a través de gorges estretes i una sèrie de ràpids que inclouen els ràpids de Fula (Fola).

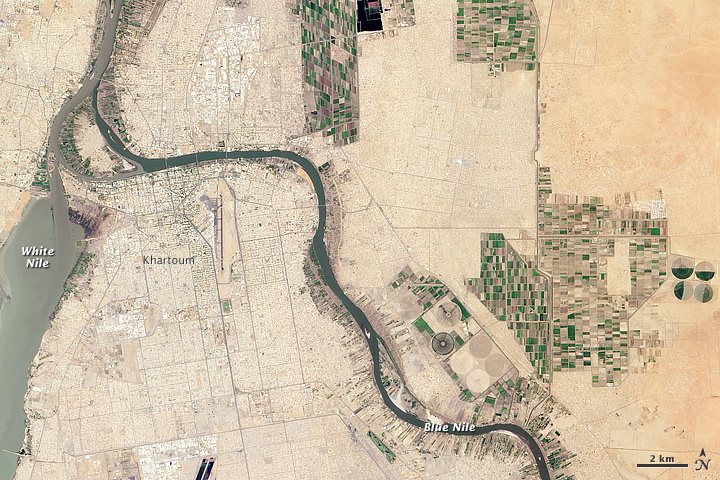
El Nil Blanc i el Nil Blau es fusionen a Khartum, la capital del Sudan.

#### Nil Blanc pròpiament dit
Per a algunes persones, el Nil Blanc comença a la confluència de la muntanya Nil amb el Bahr el Ghazal al llac núm.
Els 120 quilòmetres del Nil Blanc que flueixen a l'est des del llac No fins a la desembocadura del Sobat tenen un pendent molt suau i contenen molts pantans i llacunes. Quan està inundat, l'afluent del riu Sobat transporta una gran quantitat de sediments, que s'afegeixen molt al color pàl·lid del Nil Blanc. Des de la segona ciutat del Sudan del Sud, Malakal, el riu corre lentament però sense pantans cap al Sudan i al nord fins a Khartum. Aigües avall de Malakal es troba Kodok, el lloc de l'incident de Fashoda de 1898 que va marcar el final de la lluita per l'Àfrica.
Al Sudan, el riu dona nom a l'estat sudanès del Nil Blanc, abans de fusionar-se amb el Nil Blau més gran a Khartum i formar el riu Nil.

## Vies navegables interiors
El Nil Blanc és una via navegable des del llac Albert fins a Khartum a través de la presa de Jebel Aulia, només entre Juba i Uganda requereix l'actualització del riu o el canal per fer-lo navegable.
Durant part de l'any els rius són navegables fins a Gambela, Etiòpia, i Wau, Sudan del Sud.